# Шнеевойгт, Георг
Георг Леннарт Шнеевойгт (швед. Georg Lennart Schnéevoigt; 8 ноября 1872, Выборг — 28 ноября 1947, Мальмё) — финский виолончелист и дирижёр.
Сын дирижёра Эрнста Бернхарда Шнеевойгта (1835—1905), руководившего оркестрами в Выборге и Тампере. Учился игре на виолончели сперва в Гельсингфорсе у Отто Хученройтера, затем в Зондерсхаузене у Карла Шрёдера, в Лейпцигской консерватории у Юлиуса Кленгеля и в Брюссельской консерватории у Эдуарда Якобса. В 1892 г. дебютировал в составе одного из московских оркестров, в 1893—1895 гг. играл в составе оркестра Юлиуса Лаубе в Гамбурге, затем в 1896—1902 годах был первой виолончелью Хельсинкского филармонического оркестра, одновременно преподавал виолончель в городском музыкальном училище. Гастролировал по Европе как солист, в том числе вместе с женой-пианисткой.
В дальнейшем полностью перешёл на дирижирование. В 1901—1914 гг. руководил оркестром в Риге, одновременно в 1905—1908 годах был главным дирижёром Мюнхенского филармонического оркестра, в 1908—1909 гг., работал также в Киеве. В 1915—1924 годах возглавлял Стокгольмский филармонический оркестр, в 1919—1921 годы одновременно был музыкальным руководителем Филармонического оркестра Осло. В 1927—1929 годах руководил Лос-Анджелесским филармоническим оркестром. В 1928—1932 гг. возглавлял Рижскую оперу и преподавал в Латвийской консерватории (среди его учеников, в частности, Янис Иванов и Леонид Вигнер). С 1930 г. и до самой смерти возглавлял Симфонический оркестр Мальмё. Одновременно в 1932—1940 годах был главным дирижёром Хельсинкского филармонического оркестра.
Шнеевойгт был близким другом Яна Сибелиуса, много исполнял его произведения, первым осуществил запись Шестой симфонии. Шнеевойгта критиковали за излишне флегматичную манеру руководства оркестром, но известно, что, дирижируя музыкой Сибелиуса, он подчас не мог сдержать слёз.
Жена Шнеевойгта Сигрид Ингеборг Шнеевойгт, урождённая Сундгрен (1878—1953), была пианисткой и музыкальным педагогом, профессором Академии имени Сибелиуса.